# Erik Weihenmayer

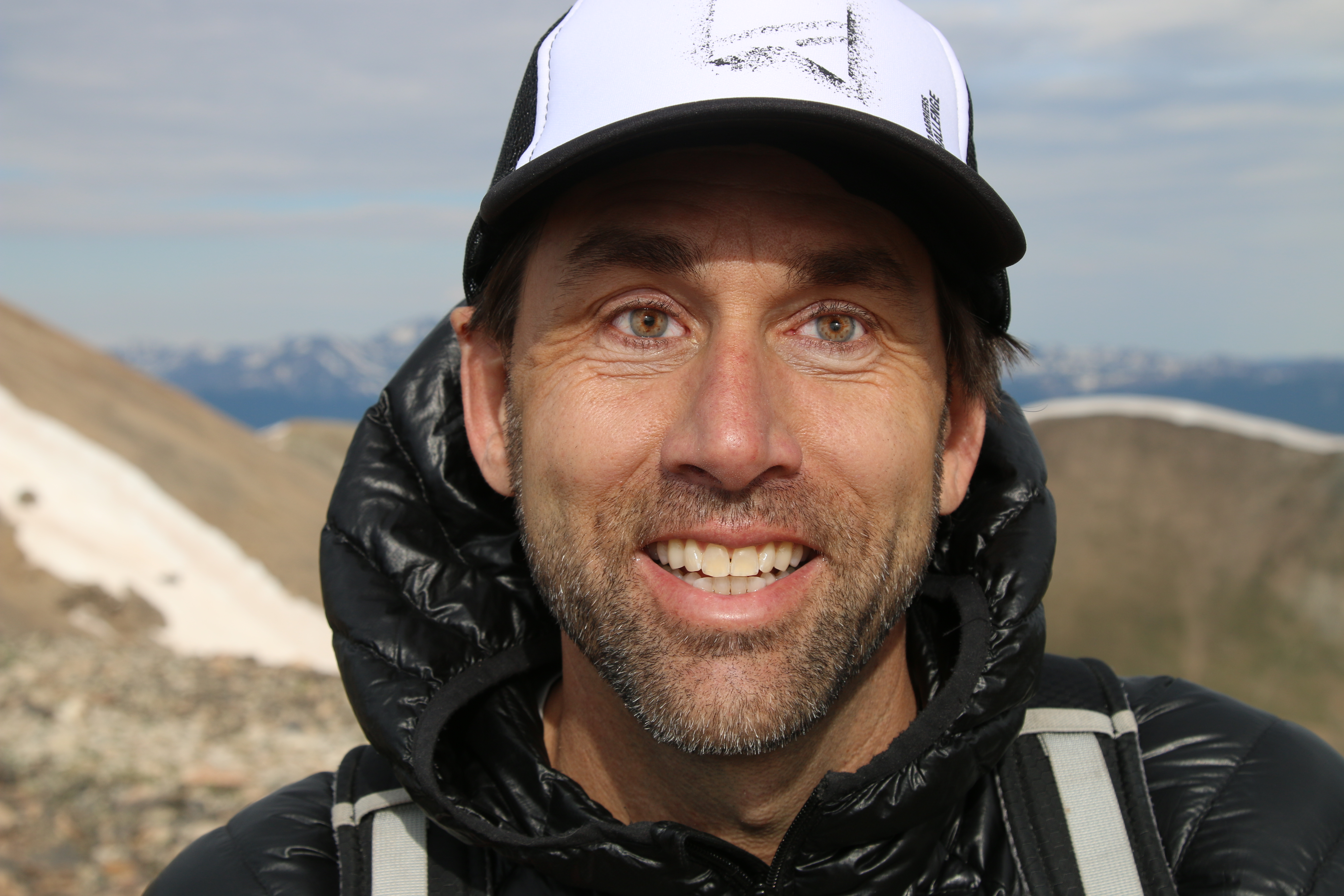
Erik Weihenmayer

Erik Weihenmayer (23 tháng 9 năm 1968) là người mù đầu tiên chinh phục Đỉnh Everest, vào ngày 25 Tháng 5, 2001. Ông cũng hoàn tất chinh phục bảy đỉnh núi cao nhất thế giới tháng 9 năm 2002. Câu chuyện về ông được đưa lên trang bìa Tạp chí Time số ra tháng 6 2001 với tựa đề Blind to Failure. Ông là tác giả của quyển Touch the Top of the World: A Blind Man's Journey to Climb Farther Than the Eye can See, một quyển tự truyện về ông.
Erik là một vận động viên ở các môn nhảy dù biểu diễn, đua xe đạp đường trường, chạy việt dã, trượt tuyết, leo núi, leo núi băng và núi đá. Ông là bạn của Sabriye Tenberken và Paul Kronenberg, những đồng sáng lập viên của Braille Without Borders, những người mà cùng ông leo núi ở Tây Tạng cùng với những thanh thiếu niên đến từ trường giành do người mù. Một bộ phim tài liệu dựa trên dự án này có tên là Blindsight được phát hành năm 2006. Một bộ phim khác, Fellowship of the Andes, được sản xuất bởi nhà làm phim người Hà Lan Bernd Out. Bộ phim nói về sự khích lệ động viên của Erik đối với những sinh viên mù và khiếm thị trong chuyến đi bộ băng qua dãy Andes vào tháng 6 năm 2006.
Bên cạnh những thành tích đáng ngưỡng mộ mà ông đạt được, Weinhenmayer đạt được tiếng tăm toàn cầu nhờ vào một sự sai lầm của người dẫn chương trình, người này đã giới thiệu Erick sau chuyến leo lên đỉnh Everest của ông như sau "Erik Weihenmayer, người đã chinh phục đỉnh núi cao nhất thế giới -- Đỉnh Everest. Nhưng" (cô ta dừng đột ngột) "... anh ta là người đồng tính! Ý tôi anh ta là đồng tính, xin lỗi, anh ta mù.". Đoạn video đã trở nên phổ biến trên Internet, và thậm chí Weihenmayer cũng dẫn được liên kết đến video này mà ông gọi là "my gay clip" từ trang web của ông. 

## Tiểu sử và thành tích
Năm 1968, Erik khi vừa sinh ra đã mắc chứng bệnh có tên là retinoschisis và bị mù hoàn toàn khi ông 13 tuổi.

Năm 1987, ông tốt nghiệp trường trung học Weston ở Connecticut. Là đội trưởng của môn đấu vật trong trường, ông đại diện ban tham dự Giải vô địch đấu vật tự do toàn quốc.
Năm 1991, ông tốt nghiệp Đại học Boston. Cùng năm đó, ông thực hiện một chuyến đi dài trên Dãy Pamir ở Tajikistan.
Năm 1993, ông nhận bằng thạc sĩ của trường Middle School Education thuộc Đại học Lesley. Cũng năm đó, ông thực hiện một chuyến băng qua Sông băng Batura thuộc Dãy Karakoram miền Bắc Pakistan. Cũng năm đó ông tham gia giảng dạy tại Phoenix Country Day School.

Năm 1995, Erik đặt chân lên Đỉnh McKinley cao 6.194m, đỉnh núi cao nhất Bắc Mỹ, với tài trợ bởi của Quỹ bảo trợ người mù. Thành tích của ông đã được xuất hiện trên tờ Today với Katie Couric và trên NBC Nightly News với Tom Brokaw.
Năm 1996, ông tham gia rước đuốc Olympic qua Phoenix và là người đầu tiên được chọn cho giải thưởng thường niên "Người Arizona xuất sắc" bởi Hội đồng Thống đốc. Ông cũng được tiến cử vào Nhà kỷ niệm môn đấu vật quốc gia, và nhận huy chương đầu tiên Medal of Courage.
Năm 1997, Erik leo được ngọn Kilimanjaro là ngọn núi cao nhất ở Phi Châu, đánh dấu ngọn núi thứ hai trong bảy ngọn núi cao nhất thế giới mà Erik đã đặt chân lên. Ngay cả lễ cưới của Erik cũng được tổ chức tại độ cao 13.000 feet của ngọn núi này. Erik và vợ ông Ellen sống ở ngoại ôDenver, Colorado, Hoa Kỳ.
Năm 1998, ông đạp xe "tăng đem" Hà Nội vào Thành phố Hồ Chí Minh cùng với cha ông, một cựu binh tham chiến tại Việt Nam.
Năm 1999, Erik trở thành người mù duy nhất leo được đỉnh núi Aconcagua (cao 6.964 mét) thuộc Argentina và cũng là ngọn núi cao nhất Nam Mỹ. Đây là ngọn núi thử thách Erik đến hai lần. Trong lần đầu tiên, Erik đã không thành công và chỉ cách đỉnh có một đoạn ngắn, nhưng vì thời tiết quá xấu và sức gió lại mạnh nên Erik cùng đoàn leo núi phải trở xuống. Tuy nhiên, chỉ trong thời gian ngắn sau đó, Erik đã thành công chinh phục ngọn núi này.
.
Năm 2001, đây có lẽ là năm thay đổi cuộc đời của Erik nhiều nhất. Ông được Hội Người Mù Quốc gia bảo trợ để tham gia leo ngọn Everest. Mục đích của chuyến đi này còn nhằm vào việc quảng bá bảo vệ môi trường ở những độ cao như ngọn Everest. Và vào ngày 21 tháng 5 ông đã đặt chân lên Đỉnh Everest.
Năm 2004, ông dẫn một đoàn thám hiểm ở Tây Tạng gọi là dự án Climbing Blind dành cho những người mù ở Lhasa Tây Tạng, gồm những thanh thiếu niên mù từ trường Braille Without Borders.
Năm 2006, giúp đỡ đoàn Những nhà thám hiểm toàn cầu tài trợ chuyến đi, Leading the Way, đến Peru. Bộ phim về đề tài thám hiểm, Fellowship of the Andes, được trình chiếu ở Newyork ngày 28 tháng 10 2006.
Năm 2007, ông phát biểu tại Đại Học Lehigh nhân dịp lễ phát bằng ngày 21 tháng 5.

## Sách tham khảo
- Weihenmayer, Erik, Touch the Top of the World: A Blind Man's Journey to Climb Farther Than the Eye can See, Plume, 2002, ISBN 0-452-28294-2, ISBN 978-0452282940
- Weihenmayer, Erik & Stoltz, Paul, The Adversity Advantage: Turning Everyday Struggles into Everyday Greatness, Fireside, 2007, ISBN 0-7432-9022-4, ISBN 978-0743290227